# Фігерас (футбольний клуб)
«Фігерас» (ісп. UE Figueres) — іспанський футбольний клуб з однойменного міста, заснований 1919 року. Домашні матчі проводить на арені «Вілатенім», що вміщає 9,472 глядачів.

## Історія
Клуб було засновано 1919 року і тривалий час він грав на регіональному рівні. 1943 року клуб вперше вийшов до Терсери, на той момент третього дивізіону країни. Втім провівши там лише один сезон 1943/44 знову повернувся на регіональний рівень. Згодом грав у Терсері як третьому дивізіоні в 1956—1963 та 1965—1970 роках, а 1983 року вийшов до нещодавно створеного нового третього дивізіону Сегунда Б.
1986 року клуб вперше в історії вийшов до Сегунди, другого за рівнем дивізіону Іспанії, де провела наступні сім сезонів. Найкращим результатом стало 3-тє місце в сезоні 1991/92, коли команда з такими гравцями як Таб Рамос та Тіто Віланова ледь не вийшла до Прімери, втім програла у стикових матчах «Кадісу» (0:2 та 1:1 вдома).
У 2002 році клуб домігся найбільшого успіху в своїй історії, досягнувши півфіналу Кубка Іспанії, де поступився «Депортіво» (Ла Корунья). «Фігерас» став першим клубом Сегунди Б, що досягнув такої високої стадії.
Влітку 2006 року компанія Miapuesta стала мажоритарним акціонером клубу, і новий президент та засновник компанії Енрік Флікс змінив назву команди на «Міапуеста» (ісп. Unió Esportiva MiApuesta Figueres). А вже наступного року, стверджуючи про відсутність підтримки клубу в Фігерасі, Флікс оголосив про свій намір перевезти клуб до міста Кастельдафелс, де він також став носити назву «Міапуеста» (ісп. Unió Esportiva Miapuesta Castelldefels), але проіснував лише два сезони, до 2009 року, після чого був розформований.
У Фігерасі ж у 2007 році після досягнення домовленості з Енріком Фліксом, який дав міноритарним акціонерам права на ім'я та логотип «Фігераса», щоб зберегти його 88-річну історію, команда «Фігерас» продовжила своє існування. Втім оскільки «Міапуеста» забрала місце команди у Сегунді Б, новий «Фігерас» сезон 2007/08 змушений був розпочинати у найнижчому іспанському дивізіоні, Терсері Каталонії, дев'ятому дивізіону іспанського футболу. Втім команда швидко почала відновлювати свої позиції і за п'ять сезонів п'ять разів підвищувалась у класі, поки у 2009 році не опинилась у четвертому дивізіоні, Терсері, де і стала стабільно грати.

## Досягнення
Сегунда Б
- Переможець (1): 1985/86

Терсера
- Переможець (1): 1959/60

## Відомі гравці
| - Марк Пужол - Хусто Руїс - Хуан Куямі - Франсіско Хосе Карраско - Луїс Сембранос - Мартін Домінгес - Пере Гратакос - Хосеп Мораталья | - Тоні Хіменес - Тінтін Маркес - Альберт Серра Фігерас - Тіто Віланова - Таб Рамос - Пітер Вермес - Хосе Оскар Еррера |

## Відомі тренери
- Пічі Алонсо
- Франсіско
- Хосе Мануель Есналь